# Comuna de Kock
Kock (polaco: Gmina Kock) é uma gminy (comuna) na Polónia, na voivodia de Lublin e no condado de Lubartowski. A sede do condado é a cidade de Kock.
De acordo com os censos de 2004, a comuna tem 6841 habitantes, com uma densidade 68 hab/km².

## Área
Estende-se por uma área de 100,62 km², incluindo:
- área agricola: 71%
- área florestal: 17%

## Demografia
Dados de 30 de Junho 2004:
|                      | Total   | Total | Mulheres | Mulheres | Homens  | Homens |
| -------------------- | ------- | ----- | -------- | -------- | ------- | ------ |
|                      | pessoas | %     | pessoas  | %        | pessoas | %      |
| População            | 6841    | 100   | 3443     | 50,3     | 3398    | 49,7   |
| Densidade (pop./km²) | 68      | 100   | 34,2     | 34,2     | 33,8    | 33,8   |

De acordo com dados de 2002, o rendimento médio per capita ascendia a 1413,01 zł.

## Comunas vizinhas
- Borki, Firlej, Jeziorzany, Michów, Ostrówek, Serokomla